# Học viện Công nghệ Bưu chính Viễn thông
Học viện Công nghệ Bưu chính Viễn thông (Posts and Telecommunications Institute of Technology) là một tổ chức Nghiên cứu - Giáo dục Đào tạo với thế mạnh về Nghiên cứu và đào tạo Đại học, sau Đại học trong lĩnh vực Công nghệ Thông tin và Truyền thông, xếp hạng thứ 21 các đại học nổi bật tại Việt Nam. Học viện là cơ sở đào tạo công lập trực thuộc Bộ Khoa học và Công nghệ
Trường được thành lập năm 1953 với tên gọi trường Đại học Bưu điện – Vô tuyến điện. Ngày 11 tháng 7 năm 1997, sau khi hợp nhất bốn đơn vị: Viện Khoa học Kỹ thuật Bưu điện, Viện Kinh tế Bưu điện, Trung tâm Đào tạo Bưu chính - Viễn thông 1 và Trung tâm Đào tạo Bưu chính - Viễn thông 2, trường đổi tên thành Học viện Công nghệ Bưu chính Viễn thông.
Với vị thế là đơn vị đào tạo, nghiên cứu trọng điểm, chủ lực của Ngành Thông tin và Truyền thông Việt Nam, là trường đại học trọng điểm quốc gia trong lĩnh vực ICT, những thành tựu trong gắn kết giữa Nghiên cứu – Đào tạo – Sản xuất kinh doanh năng lực, quy mô phát triển của Học viện hôm nay, Học viện sẽ có những đóng góp hiệu quả phục vụ sự phát triển chung của Ngành Thông tin và truyền thông và sự nghiệp xây dựng, bảo vệ tổ quốc, góp phần để đất nước, để Ngành Thông tin và truyền thông Việt Nam có sự tự chủ, độc lập về khoa học công nghệ và nguồn nhân lực, qua đó tự tin cạnh tranh với các đối thủ lớn và sánh vai với các cường quốc trên thế giới. Là trường Đại học, đơn vị nghiên cứu, phát triển nguồn nhân lực trọng điểm của Ngành Thông tin và Truyền thông. Học viện sẽ có những đóng góp hiệu quả phục vụ sự phát triển chung của Ngành và sự nghiệp xây dựng, bảo vệ tổ quốc.

## Lịch sử hình thành
Nguồn.
- Ngày 07 tháng 09 năm 1953: Thành lập Trường Đại học Bưu điện – Vô tuyến điện và trải qua nhiều lần đổi tên: Đại học Kỹ thuật Thông tin Liên lạc, Trung tâm Đào tạo Bưu chính Viễn thông.
- Ngày 17 tháng 09 năm 1966: Thành lập Viện Khoa học Kỹ thuật Bưu điện RIPT.
- Ngày 08 tháng 04 năm 1975: Thành lập Viện Kinh tế Bưu điện ERIPT.
- Ngày 28 tháng 05 năm 1988: Thành lập Trung tâm Đào tạo Bưu chính Viễn thông 2 (PTTC2).
- Ngày 11 tháng 07 năm 1997: Thành lập Học viện Công nghệ Bưu chính Viễn thông dựa trên sự hợp nhất của bốn đơn vị: Trung tâm Đào Tạo Bưu chính Viễn thông 1 và 2, Viện Kỹ thuật Bưu điện và Viện Kinh Tế Bưu điện, trực thuộc Tập đoàn Bưu chính Viễn thông Việt Nam (VNPT).
- Ngày 17 tháng 09 năm 1997: Công bố Quyết định thành lập Học viện Công nghệ Bưu chính Viễn thông.
- Ngày 22 tháng 03 năm 1999: Thành lập Trung tâm Công nghệ Thông tin, sau đổi tên là Viện công nghệ Thông tin và Truyền thông (CDIT).
- Ngày 01 tháng 07 năm 2014: Học viện Công nghệ Bưu chính Viễn thông được điều chuyển từ Tập Đoàn Bưu Chính Viễn Thông Việt Nam (VNPT) về Bộ Thông tin và Truyền thông quản lý.
- Ngày 04 tháng 02 năm 2016: Học viện Công nghệ Bưu chính Viễn thông được chấp thuận bởi Thủ tướng Chính phủ trở thành trường Đại học tự chủ tài chính.
- Ngày 27 tháng 2 năm 2025: Học viện được lựa chọn quy hoạch trở thành Cơ sở Giáo dục Đại học trọng điểm Quốc gia về kỹ thuật, công nghệ theo Quyết định số: 452/QĐ-TTg của Thủ tướng Chính phủ

## Tầm nhìn - Sứ mạng - Giá trị cốt lõi

#### Tầm nhìn
Đến năm 2030, Học viện Công nghệ Bưu chính Viễn thông là trường đại học hàng đầu Việt Nam về quy mô, chất lượng đào tạo, nghiên cứu khoa học; là hình mẫu tiên phong về chuyển đổi số trong giáo dục đại học, trở thành trường đại học hàng đầu của khu vực, nằm trong nhóm trường đại học hàng đầu châu Á, nhóm 5 trường đại học hàng đầu Đông Nam Á về công nghệ số.

#### Sứ mạng
Sáng tạo và chuyển giao tri thức cho xã hội thông qua việc gắn kết các hoạt động đào tạo nguồn nhân lực chất lượng cao, nghiên cứu khoa học và chuyển giao công nghệ trong lĩnh vực thông tin, truyền thông và công nghệ số, góp phần xây dựng đất nước Việt Nam hùng cường.

#### Giá trị cốt lõi
Tiên phong – Sáng tạo; Chất lượng – Hiệu quả; Uy tín – Trách nhiệm; Tận tụy – Nghĩa tình.

## Triết lý giáo dục của Học viện Công nghệ Bưu chính Viễn thông
Tri thức – Sáng tạo – Đạo đức – Trách nhiệm
Đây là phương châm xuyên suốt định hướng cho các hoạt động đào tạo, nghiên cứu của Học viện hướng tới mục tiêu đào tạo ra những con người “vừa có tài vừa có đức” để đóng góp cho sự phát triển chung của ngành, của đất nước, của nhân loại.
Trong đó:
Tri thức: Tri thức là tài sản lớn nhất của một trường đại học trong vai trò là trung tâm đào tạo nguồn nhân lực chất lượng cao. Mỗi cá nhân muốn thành tài tất yếu phải trải qua quá trình tích lũy tri thức. Sáng tạo và chuyển giao tri thức là sứ mệnh của Học viện Công nghệ Bưu chính Viễn thông. Vì vậy, yêu cầu đầu tiên trong quá trình giáo dục tại Học viện là giúp người học tích lũy đủ về tri thức.
Sáng tạo: Sáng tạo là khả năng tạo ra cái mới và có ích cho thực tiễn từ những tri thức mà con người tích lũy được. Sáng tạo là cách sử dụng tri thức, vận dụng tri thức để hiểu được, quản lý được và dự báo được những thay đổi đang diễn ra trong xã hội. Điều này đặc biệt quan trọng khi xã hội đang thay đổi ngày một nhanh chóng như hiện nay.
Đạo đức: Đạo đức là những chuẩn mực tốt đẹp trong tính cách của con người, mang đậm giá trị truyền thông tốt đẹp của con người nói chung và người Việt Nam nói riêng. Hoạt động đào tạo của Học viện hướng tới tạo ra những con người mang đậm giá trị văn hóa của dân tộc, của ngành trong hoạt động giáo dục của Học viện Công nghệ Bưu chính Viễn thông.
Trách nhiệm: Trách nhiệm là lý trí quan trọng để mỗi cá nhân trở nên có ích cho xã hội. Giáo dục phải giúp con người biết có trách nhiệm với bản thân, với gia đình, với cộng đồng, với đất nước…

## Ý nghĩa Logo của Học viện Công nghệ Bưu chính Viễn thông

#### Hình khối của logo
Logo của Học viện thể hiện hình ảnh cô đọng nhất về Học viện. Khối Logo của Học viện bao gồm hình tròn và hình vuông. Theo quan niệm Á Đông, hình tròn tượng trưng cho sự sinh tồn vĩnh cửu của tự nhiên, nói lên sự đầy đủ, thịnh vượng và phát triển. Cũng theo ý nghĩa triết học Phương Đông, logo Học viện thể hiện mối quan hệ cơ bản: Thiên (tròn) – Địa (vuông) – Nhân (Học viện); trong đó Học viện là trung tâm. Cấu trúc logo mở thể hiện Học viện gắn liền với thực tiễn, với xã hội và luôn phát triển không ngừng. Ba vòng tròn quyện vào nhau và chuyển hóa sang nhau thể hiện 3 gắn kết: Đào tạo – Nghiên cứu – Sản xuất Kinh doanh. Hình ảnh quyển sách mở rộng và mô hình cấu trúc nguyên tử: biểu tượng 2 hoạt động chính của Học viện là đào tạo và nghiên cứu Chữ PTIT (tên viết tắt tiếng Anh của Học viện – Posts & Telecoms Institute of Technology) đồng thời là Bưu chính (P), Viễn thông (T) và Công nghệ thông tin (IT) – 3 lĩnh vực nghiên cứu và đào tạo của Học viện

#### Màu sắc logo
Logo Học viện lấy màu đỏ làm chủ đạo và ngôi sao vàng biểu trưng cho cờ Tổ quốc Việt Nam.

## Chiến lược phát triển giai đoạn 2021 - 2025 tầm nhìn 2030 của Học viện Công nghệ Bưu chính Viễn thông

#### Mục tiêu chung:
Đến năm 2025, trở thành trường đại học có quy mô và chất lượng đào tạo, nghiên cứu hàng đầu Việt Nam về công nghệ số, là một trong các đơn vị chủ lực cung cấp nhân lực, tri thức, chuyển giao công nghệ phục vụ chuyển đổi số quốc gia. Là cơ sở đào tạo đại học tiên phong trong đổi mới phương thức đào tạo, có hệ sinh thái số gắn kết chặt chẽ giữa nhà trường, sinh viên, doanh nghiệp và xã hội với mô hình quản trị đại học thông minh, thân thiện và chuyên nghiệp.

#### Mục tiêu cụ thể:
1. Phát triển thành Học viện trọng điểm, uy tín về công nghệ số có quy mô 20.000 sinh viên/học viên chính quy và 10.000 sinh viên/học viên các hệ khác tại 02 cơ sở Hà Nội và Thành phố Hồ Chí Minh với 04 nhóm ngành đào tạo: (1) Công nghệ thông tin, (2) Điện tử – Viễn thông, (3) Báo chí truyền thông đa phương tiện, (4)Kinh tế và Quản lý.
2. Nâng cao toàn diện chất lượng đào tạo đạt chuẩn kiểm định trong nước và quốc tế. Phát triển các hệ đào tạo tài năng, chất lượng cao, tiên tiến, quốc tế đáp ứng nhu cầu đào tạo nhân lực chất lượng cao về công nghệ số của đất nước. Đẩy mạnh hợp tác với doanh nghiệp trong đào tạo nhằm đáp ứng tốt nhu cầu của thị trường lao động và tận dụng các nguồn lực xã hội phục vụ đào tạo. Xây dựng môi trường học thuật sáng tạo, hội nhập, thu hút nhân tài trong nước, ngoài nước đến học tập nghiên cứu và làm việc.
3.Trở thành trung tâm nghiên cứu khoa học và đổi mới sáng tạo hàng đầu quốc gia, xuất sắc của khu vực. Đẩy mạnh nghiên cứu khoa học gắn kết với doanh nghiệp và mở rộng hợp tác quốc tế, phát triển mạng lưới chuyên gia và nhóm nghiên cứu mạnh của học viện. Thực hiện vai trò tư vấn dẫn dắt và định hướng công nghệ trong lĩnh vực ICT, chuyển đổi số của Việt Nam.
4. Trờ thành hình mẫu về chuyển đổi số đại học của Việt Nam với 03 trụ cột Đào tạo số, Quản trị số và Xã hội số trong trường đại học. Xây dựng được hệ đào tạo theo hướng Đại học số, trong đó việc dạy, học, quản lý đào tạo, hỗ trợ người học được thực hiện thông qua các nền tảng số. Lấy chuyển đổi số là nền tảng để đổi mới căn bản phương pháp giảng dạy theo hướng hiện đại, hiệu quả, tích hợp “cá thể hóa” cho các hệ đào tạo truyền thống cũng như tạo đột phá trong đào tạo lại, đào tạo nâng cao, đáp ứng nhu cầu học tập suốt đời, học tập mọi lúc, mọi nơi cho mọi đối tượng có nhu cầu học tập.
5. Xây dựng được mô hình trường đại học tự chủ, phát triển bền vững với hệ thống quản trị hiện đại, cơ cấu tổ chức hợp lý, tự chủ về tài chính và học thuật, có hạ tầng khuân viên, cơ sở vật chất hiện đại ngang tầm khu vực.
đất nước. Đẩy mạnh hợp tác với doanh nghiệp trong đào tạo nhằm đáp ứng tốt nhu cầu của thị trường lao động và tận dụng các nguồn lực xã hội phục vụ đào tạo. Xây dựng môi trường học thuật sáng tạo, hội nhập, thu hút nhân tài trong nước, ngoài nước đến học tập nghiên cứu và làm việc.
3.Trở thành trung tâm nghiên cứu khoa học và đổi mới sáng tạo hàng đầu quốc gia, xuất sắc của khu vực. Đẩy mạnh nghiên cứu khoa học gắn kết với doanh nghiệp và mở rộng hợp tác quốc tế, phát triển mạng lưới chuyên gia và nhóm nghiên cứu mạnh của học viện. Thực hiện vai trò tư vấn dẫn dắt và định hướng công nghệ trong lĩnh vực ICT, chuyển đổi số của Việt Nam.
4. Trờ thành hình mẫu về chuyển đổi số đại học của Việt Nam với 03 trụ cột Đào tạo số, Quản trị số và Xã hội số trong trường đại học. Xây dựng được hệ đào tạo theo hướng Đại học số, trong đó việc dạy, học, quản lý đào tạo, hỗ trợ người học được thực hiện thông qua các nền tảng số. Lấy chuyển đổi số là nền tảng để đổi mới căn bản phương pháp giảng dạy theo hướng hiện đại, hiệu quả, tích hợp “cá thể hóa” cho các hệ đào tạo truyền thống cũng như tạo đột phá trong đào tạo lại, đào tạo nâng cao, đáp ứng nhu cầu học tập suốt đời, học tập mọi lúc, mọi nơi cho mọi đối tượng có nhu cầu học tập.
5. Xây dựng được mô hình trường đại học tự chủ, phát triển bền vững với hệ thống quản trị hiện đại, cơ cấu tổ chức hợp lý, tự chủ về tài chính và học thuật, có hạ tầng khuân viên, cơ sở vật chất hiện đại ngang tầm khu vực.

## Cơ sở vật chất Học viện
Học viện có 2 cơ sở đào tạo Đại học tại Hà Nội và Thành phố Hồ Chí Minh với quy mô 29.000 sinh viên. Học viện cũng có 3 Viện nghiên cứu chuyên ngành CNTT & Truyền thông, Kinh tế với hàng trăm đề tài, nhiệm vụ KHCN hàng năm theo cơ chế đặt hàng từ doanh nghiệp. Hai trung tâm đào tạo bồi dưỡng của Học viện cung cấp các khóa đào tạo ngắn hạn với lưu lượng người học đạt 10.000 người/năm.

### Miền Bắc

#### Trụ sở quản lý

Toà nhà A3 cơ sở Học viện Công nghệ Bưu chính Viễn Thông tại Hà Nội.

Trung tâm Đào tạo Bưu chính Viễn thông 1, hay Viện Khoa học Kỹ thuật Bưu điện (Reseach Institute of Posts and Telecommunications) là tổ chức nghiên cứu khoa học và công nghệ thuộc Học viện Công nghệ Bưu chính Viễn thông – Bộ Thông tin và Truyền thông, được thành lập theo Quyết định số 180-CP ngày 17/09/1966 của Hội đồng Chính phủ. 
Địa chỉ: 122 đường Hoàng Quốc Việt, Phường Nghĩa Tân, Quận Cầu Giấy, Thành phố Hà Nội.

#### Cơ sở đào tạo tại Hà Nội

Toà nhà A2 cơ sở Học viện Công nghệ Bưu chính Viễn Thông tại Hà Nội.

Địa chỉ: Km10, đường Nguyễn Trãi, Phường Mộ Lao, Quận Hà Đông, Thành phố Hà Nội.
Không nằm ở trung tâm Thủ đô, PTIT có một lợi thế hơn các trường khác là khuôn viên rất rộng và thoáng. Phòng học lớn nhất có sức chứa đến gần 200 người được trang bị đầy đủ loa và máy chiếu, phòng thực hành máy tính, phòng thực hành vật lý và các phòng thực hành bộ môn đa phương tiện cũng đều có những trang thiết bị hiện đại. Bên cạnh đó, Học viện còn có đến 3 hội trường lớn và hai sân bóng chuyền kết hợp bóng rổ phục vụ nhu cầu thể thao của sinh viên.
Ngoài ra, phần quan trọng không thể thiếu là Thư viện và Nhà ăn. Thư viện được xây dựng theo hướng không gian mở, tạo cảm giác thoải mái cho các bạn sinh viên. Nhà ăn được lắp đặt hệ thống wifi và bàn ghế rộng rãi để phục vụ các sinh viên trong những giờ nghỉ. Không chỉ thế, Học viện còn hỗ trợ ký túc xá, rất thuận lợi cho sinh viên học xa nhà.

### Miền Nam

#### Trụ sở quản lý
Trung tâm Đào tạo Bưu chính Viễn thông 2 được thành lập theo Quyết định số 633/QĐ-TCCB-LĐ ngày 22/03/1999 của Tổng Giám đốc Tổng Công ty Bưu chính Viễn thông Việt Nam (Nay là Tập đoàn Bưu chính Viễn thông Việt Nam VNPT) trên cơ sở sắp xếp lại các đơn vị theo mô hình mới của Học viện Công nghệ Bưu chính Viễn thông.
Địa chỉ: 11 đường Nguyễn Đình Chiểu, Phường Đa Kao, Quận 1, Thành phố Hồ Chí Minh.

#### Cơ sở đào tạo tại Thành phố Hồ Chí Minh
Địa chỉ: 97 đường Man Thiện, Thành phố Thủ Đức, Thành phố Hồ Chí Minh.

## Các ngành đào tạo

### Cơ sở Hà Nội
Năm 2024, học viện có tổng cộng 22 ngành. chương trình đào tạo bao gồm:
| STT | Tên ngành                                                          | Tổ hợp môn    | Điểm chuẩn |
| --- | ------------------------------------------------------------------ | ------------- | ---------- |
| 1   | Kỹ thuật điện tử - viễn thông                                      | A00, A01      | 25,75      |
| 2   | Công nghệ thông tin                                                | A00, A01      | 26,4       |
| 3   | An toàn thông tin                                                  | A00, A01      | 25,85      |
| 4   | Khoa học máy tính                                                  | A00, A01      | 26,31      |
| 5   | Công nghệ kỹ thuật điện - điện tử                                  | A00, A01      | 25,46      |
| 6   | Công nghệ đa phương tiện                                           | A00, A01, D01 | 26,45      |
| 7   | Truyền thông đa phương tiện                                        | A00, A01, D01 | 26,2       |
| 8   | Quản trị kinh doanh                                                | A00, A01, D01 | 25,55      |
| 9   | Thuơng mại điện tử                                                 | A00, A01, D01 | 26,35      |
| 10  | Marketing (định hướng Marketing số)                                | A00, A01, D01 | 26,1       |
| 11  | Kế toán                                                            | A00, A01, D01 | 25,35      |
| 12  | Báo chí (định hướng báo chí số)                                    | A00, A01, D01 | 25,29      |
| 13  | Công nghệ tài chính (Fintech)                                      | A00, A01, D01 | 25,85      |
| 14  | Kỹ thuật Dữ liệu thuộc Ngành Mạng Máy tính và Truyền thông Dữ liệu | A00, A01      | 25.59      |
| 15  | Thiết kế và Phát triển Game                                        | A00, A01, D01 | 24,97      |
| 16  | Quan hệ Công chúng                                                 | A00, A01, D01 | 25,15      |
| 17  | Kỹ thuật Điều khiển và Tự động hóa                                 | A00, A01      | 26,08      |
| 18  | Công nghệ thông tin định hướng ứng dụng                            | A00, A01      | 24,87      |
| 19  | Công nghệ thông tin Việt Nhật                                      | A00, A01, D01 | 24,45      |
| 20  | Công nghệ thông tin chất lượng cao                                 | A00, A01      | 25,43      |
| 21  | Marketing chất lượng cao (Marketing số)                            | A00, A01, D01 | 24,25      |
| 22  | Kế toán chất lượng cao                                             | A00, A01, D01 | 22,50      |

### Cơ sở Thành phố Hồ Chí Minh
Năm 2024, cơ sở phía nam của học viện tuyển sinh với tổng cộng 12 ngành/chương trình, bao gồm:
| STT | Tên ngành                          | Tổ hợp môn    | Điểm chuẩn |
| --- | ---------------------------------- | ------------- | ---------- |
| 1   | Kỹ thuật điện tử - viễn thông      | A00, A01      | 23,23      |
| 2   | Công nghệ thông tin                | A00, A01      | 25,17      |
| 3   | An toàn thông tin                  | A00, A01      | 25,05      |
| 4   | Công nghệ kỹ thuật điện - điện tử  | A00, A01      | 20,85      |
| 5   | Công nghệ Internet vạn vật (IoT)   | A00, A01      | 18         |
| 6   | Kỹ thuật điều khiển và tự động hóa | A00, A01      | 19,65      |
| 7   | Công nghệ đa phương tiện           | A00, A01, D01 | 23,95      |
| 8   | Quản trị kinh doanh                | A00, A01, D01 | 18,4       |
| 9   | Marketing                          | A00, A01, D01 | 24,24      |
| 10  | Kế toán                            | A00, A01, D01 | 20.95      |
| 11  | Công nghệ thông tin chất lượng cao | A00, A01      | 23,25      |
| 12  | Marketing chất lượng cao           | A00, A01, D01 | 18         |